# Боткин, Глеб Евгеньевич

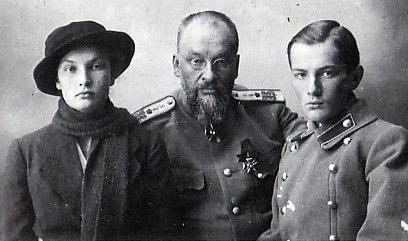
Доктор Боткин, с Татьяной и Глебом, 1918 год.

Глеб Евгеньевич Боткин (30 июля 1900 — 15 декабря 1969) — сын Евгения Боткина, лейб-медика семьи Николая II.
Долгое время был защитником Анны Андерсон, утверждавшей, что она является великой княжной Анастасией Николаевной.
В 1938 году основал собственную монотеистическую религию, в которой поклонялись божеству женского пола — Церковь Афродиты.

## Ранний период жизни
Глеб был младшим сыном врача Евгения Боткина и его жены Ольги. Он родился 30 июля 1900 года в Оллила, муниципалитет Хюринсалми, Кайнуу, Финляндия. Его родители развелись когда Глебу было 10 лет, из-за требования нахождения отца при дворе, и романа матери с преподавателем немецкого происхождения Фридрихом Лихингером, за которого она впоследствии вышла замуж. Евгений Боткин, после развода, сохранил за собой право опеки над детьми. По воспоминаниям Глеба Боткина, он и его сестра Татьяна на каникулах играли с детьми Николая II. По праздникам, и во время пребывания в ссылке в Тобольске, он развлекал их своими рассказами и карикатурами, изображавшими свиней, одетых в человеческую одежду, и ведущих себя подобно чопорным сановникам. Во время расстрела царской семьи и их отца Глеб и его сестра прятались в подвале, впоследствии они сбежали и направились в Японию. Глеб увёз с собой иллюстрации и рассказы, созданные в Тобольске. Рукопись в 1995 году была подарена Библиотеке Конгресса и опубликована издательством Random House Value Publishing в 1996 году под названием «Утраченные сказки: истории для царских детей».
Боткина описывали как «красноречивого, чувствительного, с бледной кожей и проникновенными зелёными глазами» и как «талантливого художника, злого сатирика и прирождённого крестоносца». в некрологе в New York Times он назван «упорным борцом за признание Анны Андерсен Анастасией» и «убеждённым монархистом».

## Изгнание
После русской революции 1917 года и гибели отца Глеб Боткин бежал из Тобольска. Позже он провёл лето в одном из сибирских монастырей и некоторое время думал стать священником, но отказался от религиозной жизни. Женился на Надежде Мандражи-Коншиной, вдове прапорщика драгунского полка Михаила Николаевича Мандражи, кавалера ордена Святого Георгия, погибшего в бою под Гродно в июне 1915 года. Отец Надежды — Алексей Владимирович Коншин, был с 1910 по 1914 годы председателем Российского государственного банка, а с 1914 по 1917 годы —— председателем Российского промышленно-торгового банка. Через два месяца после смерти первого мужа Надежда родила старшую дочь Киру Михайловну Мандражи. В браке с Глебом Боткиным у неё родилось трое сыновей.
Боткины иммигрировали в США через Японию, и 8 октября 1922 года прибыли из Иокогамы в Сан-Франциско. Глеб Боткин работал гравёром и посещал художественные курсы в Институте Пратта в Нью-Йорке. Позже он зарабатывал себе на жизнь как писатель и иллюстратор.

## Отношения с Анной Андерсон
Глеб Боткин впервые посетил Анну Андерсон в мае 1927 года, в аббатстве Сион, где она в то время гостила. Андерсон попросила Боткина взять с собой «своих забавных животных». Позже Боткин писал, что сразу узнал в Андерсон Анастасию, потому что она поделилась воспоминаниями об их детских играх.
Историк Питер Курт писал, что Глеб Боткин был склонен упускать некоторые из наиболее непривлекательных аспектов личности Андерсон, такие, как её упрямство и быстрые смены настроения, или рассматривать их как проявления её царского наследия.
«Она была, по мнению Глеба, почти волшебно-благородной трагической принцессой, и он считал своей задачей вернуть ей её законное положение любыми необходимыми  средствами» — писал Курт в книге «Анастасия: загадка Анны Андерсон».
Боткин написал письма в поддержку Андерсон различным членам семьи Романовых, также написал ряд книг о ней и царской семье, а также организовал финансовую поддержку Андерсон на протяжении всей своей жизни. Он был другом Андерсон, даже когда другие сторонники бросили её.

## Религиозные взгляды
Глеб Боткин после гибели отца собирался стать священником, но в конце концов отвернулся от православной церкви. Он обратил свой интерес к созданию собственной религии, основанной на природе, которую он создал сначала в Уэст-Хемпстеде, а затем в Шарлотсвилле. Его религия называлась Церковью Афродиты. Боткин считал, что патриархальное общество стало причиной множества проблем, преследующих человечество. «Мужчины! Вы только посмотрите, какой беспорядок мы устроили!».
Его религия в своей основе имела древние языческие обряды и некоторые постулаты старообрядчества. Андерсон никогда не присоединялась к его религии, но не возражала, когда Боткин заканчивал свои письма к ней такой молитвой: «Да ниспошлёт Богиня Свою нежную ласку на голову Вашего Императорского Высочества».
Глеб Боткин представил своё дело в Верховном суде штата Нью-Йорк в 1938 году и добился права на официальную регистрацию религии. Судья сказал ему: «Думаю, это лучше, чем поклоняться Мэри Бейкер-Эдди». Его жена, в более позднем возрасте обратилась в его религию.
Глеб Боткин совершал регулярные богослужения перед статуей Афродиты, древнегреческой богини любви, и председательствовал на них, одетый в регалии архиепископа. Женский символ, крест внутри круга, представляющий Афродиту, был вышит на его головном уборе. Позже он опубликовал за свой счёт книгу, в которой утверждал, что Афродита была верховным божеством, а творение было очень похоже на то, как женщина рожает вселенную. 
Глеб Боткин заявил репортёру студенческой газеты Университета Вирджинии The Cavalier Daily, что его религия предшествовала христианству, также он добавил, что с христианством «у вас есть дилемма: либо следовать прямым и узким путём и попасть в рай, либо развлекаться на земле и идти в ад». С другой стороны он сказал, что его «афродизианская религия» основана на «истине и реальности». «Всё истинное выживет». «Сама жизнь есть цветение любви, а любовь есть основа добра и счастья».
Корреспондент студенческой газеты также привёл «неортодоксальные» утверждения Глеба Боткина относительно сексуальных отношений между мужчинами и женщинами. Боткин считал, что мужчине неуместно реагировать на измену своей жены с ожидаемой обществом яростью: «Женщина влюбляется в другого мужчину. Всё, что нужно, — это позволить ей завести интрижку. После этого она часто становится лучшей женой и матерью. Это похоже на человека, который любит играть Баха и вдруг, захотел сыграть Бетховена». Один историк прокомментировал, что религия, созданная Глебом Боткиным «была, конечно, необычной верой», но «Церковь Афродиты была далеко не столь распутной, как может показаться».
После смерти Глеба Боткина от сердечного приступа в декабре 1969 года Церковь Афродиты просуществовала недолго, но некоторые из её приверженцев присоединились к неоязыческим движениям с внешне похожими верованиями.